# Segundo intento (canción)
«Segundo intento» –estilizado en mayúsculas– es una canción de la cantautora española Aitana lanzada el 24 de enero de 2025 como el primer sencillo de su cuarto trabajo de estudio, Cuarto azul.

## Antecedentes y composición
Aitana comenzó a componer la canción entre Los Ángeles y Miami, después de acabar su gira mundial, Alpha Tour y la cancelación de sus conciertos en el Bernabéu.«Segundo intento» fue producida por Nicolás Cotton y escrita por la propia Aitana, junto a Carolina Isabel Colón Juarbe y Cotton.
El 1 de enero de 2025 publicó un vídeo en sus redes sociales y YouTube, donde anunció una «nueva era».El 16 de enero, anunció la fecha de publicación del primer single de su proximo proyecto, que sería titulado «Segundo intento».Ese mismo dia publicó un fragmento de la canción, a través de redes sociales.El 22 de enero, 2 días antes de su estreno, volvió a publicar otro fragmento de la canción, a través de TikTok.Rolling Stone en Español, describe el tema como un «pop anglosajón», que además «invita a una reflexión honesta y profundamente emocional sobre los nuevos comienzos».

## Promoción

### Videoclip
El videoclip fue lanzado el 24 de enero de 2025, simultáneamente con la canción en las plataformas digitales. Fue dirigido por Daniel Eguren. El video incluye diversas referencias visuales. En la secuencia inicial, la cantante aparece acostada en el suelo y cubierta de pintura azul, mientras su cuerpo es iluminado por una luz que simula los latidos de un corazón. En otra escena, Aitana viste un abrigo de hilos rojos diseñado por Stella McCartney, lo que ha sido interpretado como una alusión a la leyenda asiática del hilo rojo del destino. 
Otras imágenes del videoclip muestran a la cantante siendo perseguida por un grupo de personas, intentando encontrarse a sí misma frente a un espejo o haciendo una posible referencia visual a la portada de su sencillo debut, Teléfono. 
Al final del videoclip, Aitana aparece rodeada por el grupo de personas que la seguía, realizando un gesto con las manos que generó diversas interpretaciones en redes sociales. Algunas teorías sugerían que podría representar el símbolo de Omega, en posible referencia a su álbum anterior Alpha (2023), mientras que otras lo relacionaban con el signo zodiacal de Cáncer, correspondiente a la cantante. 

## Posicionamiento en las listas

### Semanales
| Listas (2025)              | Mejor posición |
| -------------------------- | -------------- |
| España (PROMUSICAE)        | 18             |
| Argentina (Monitor Latino) | 16             |
| México (Monitor Latino)    | 19             |

## Certificaciones
| País   | Organismo certificador | Certificación | Ventas certificadas | Ref.   |
| ------ | ---------------------- | ------------- | ------------------- | ------ |
| España | PROMUSICAE             | Oro           | 50 000              | [ 13 ] |

## Historial de lanzamiento
| Región | Fecha               | Formato(s)                   | Discográfica          | Ref.  |
| ------ | ------------------- | ---------------------------- | --------------------- | ----- |
| Varios | 24 de enero de 2025 | Descarga digital y Streaming | Universal Music Group | [ 1 ] |